# BASF Coatings

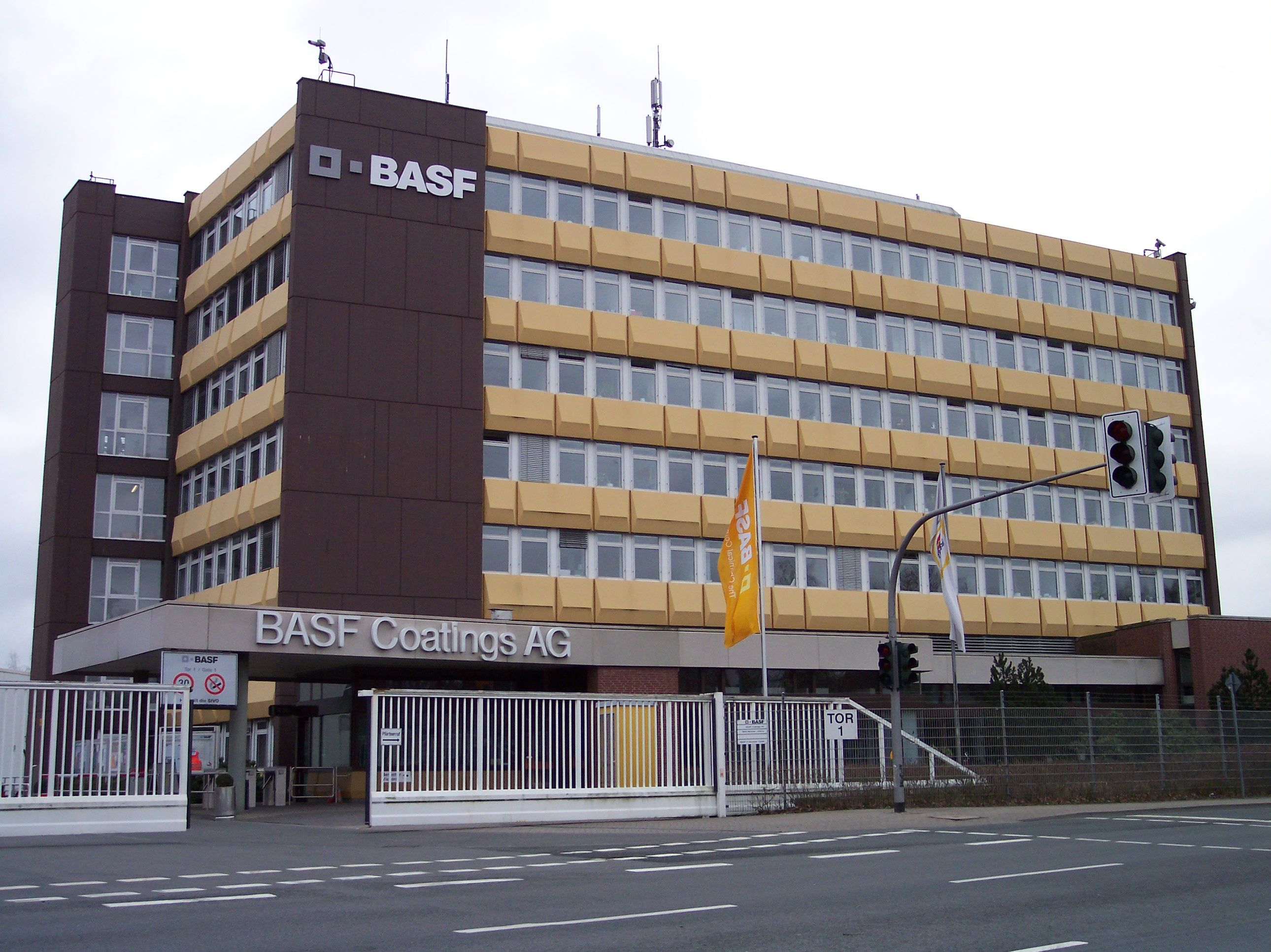
Gebäude der BASF Coatings in Münster

Die BASF Coatings GmbH mit Sitz im westfälischen Münster zählt zum Unternehmensbereich Lack (englisch Coatings) der BASF-Gruppe.

## Unternehmensfelder
Der Unternehmensbereich erzielte im Jahr 2024 weltweit einen Umsatz von rund 4,3 Milliarden Euro und beschäftigte etwa 11.500 Mitarbeiter weltweit. Das Sortiment erstreckt sich auf innovative Fahrzeuglacke sowie Autoreparaturlacke, Bautenanstrichmittel (Deco-Paints), funktionelle Lacke und die angewandte Oberflächentechnik von Metall-, Kunststoff- und Glas-Substraten. Ein wichtiger Handelsname der BASF Coatings für den Autoreparaturlacksektor ist Glasurit. Da das Unternehmen über eine eigene Fabrikation von synthetischen Harzen verfügt, wird es der chemischen Industrie zugeordnet.

## Standorte

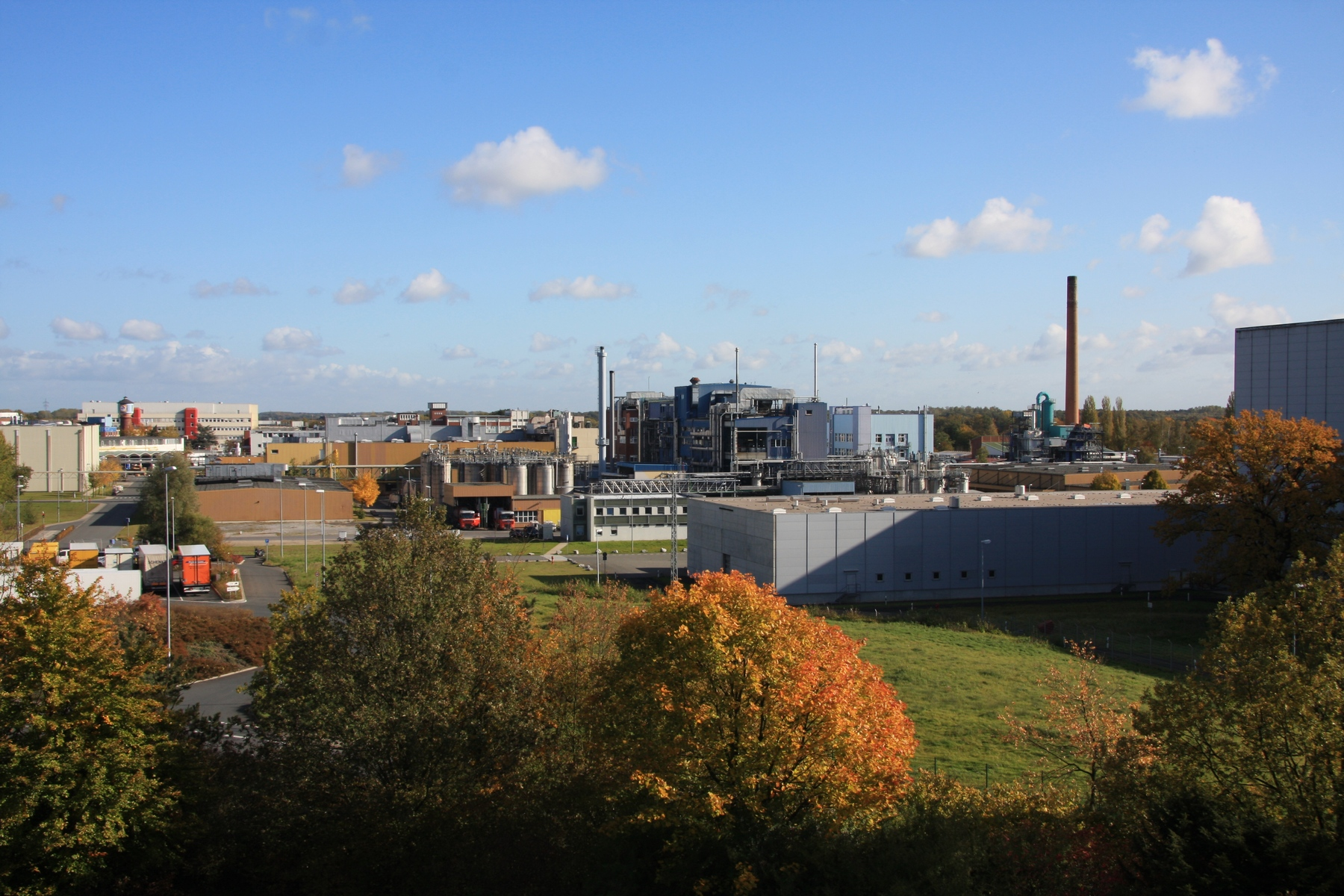
Blick auf das Betriebsgelände in Münster.

Sitz des Unternehmens ist Münster in Westfalen und mit etwa 2300 Mitarbeitern der größte Standort der BASF Coatings. Weitere Werke in Deutschland befinden sich in Frankfurt (Hauptsitz Chemetall) und Würzburg. In Europa produziert der Unternehmensbereich Coatings an den Standorten Clermont (Oise) (Frankreich), Guadalajara (Spanien), Deeside (Großbritannien). Die asiatischen Standorte sind in Shanghai (China), Hongkong (China), Mangalore (Indien), Bangkok (Thailand) und Totsuka/Yokohama (Japan). In Nordamerika ist man in Greenville, Southfield (beide USA), Tultitlán (Mexiko), Windsor (Ontario) (Kanada) vertreten. Die südamerikanischen Standorte befinden sich in São Bernardo do Campo, Jaboatão dos Guararapes (beide Brasilien) und Tortuguitas (Argentinien).
Das Werk in Belvidere wurde 2010 geschlossen.

## Unternehmensgeschichte

Werbeplakat der Max Winkelmann AG – „China-Lack Kristallweiß“

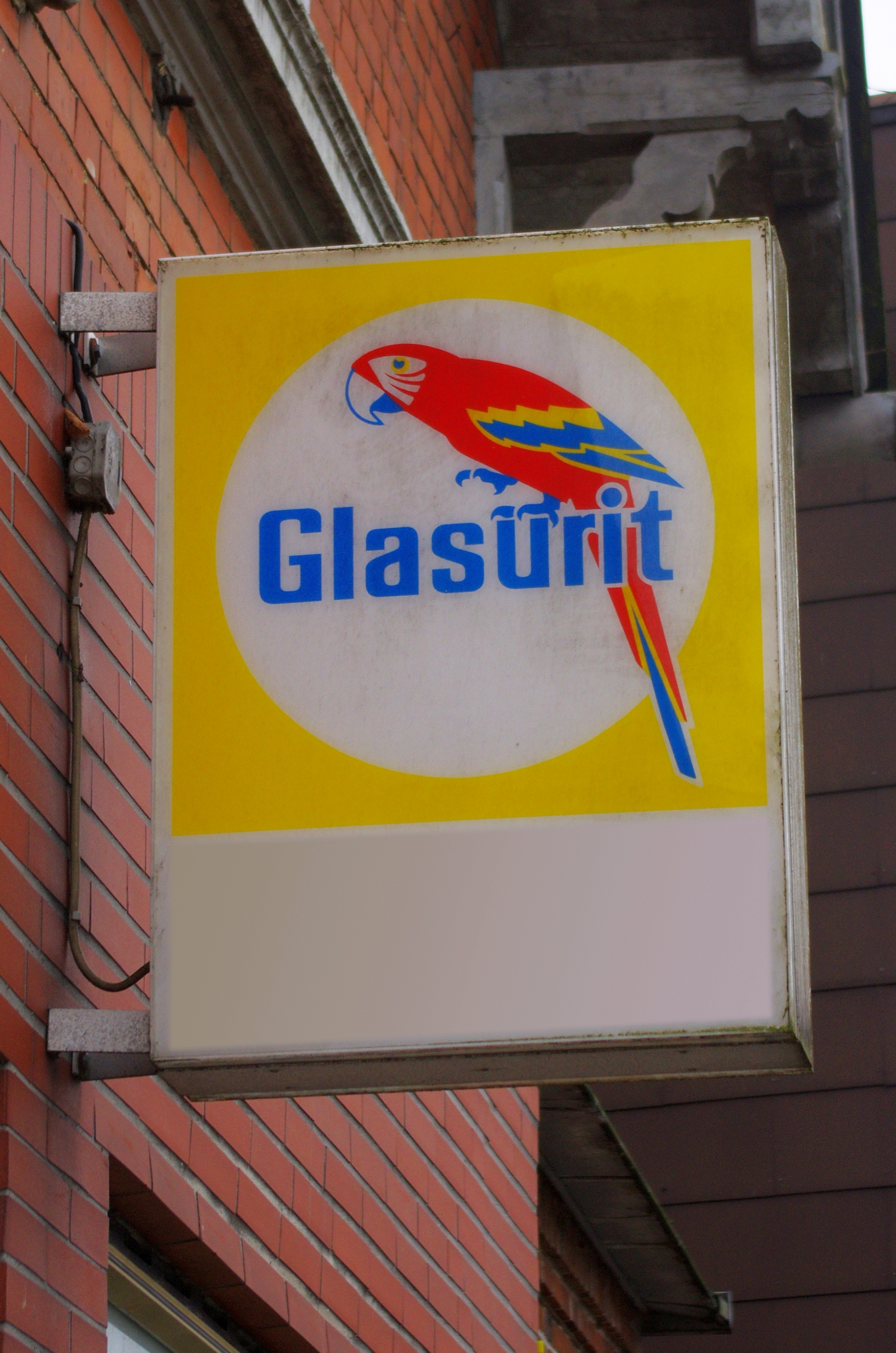
Außenwerbung für Glasurit-Lacke

Wurzel der BASF Coatings GmbH ist die Max Winkelmann AG, die 1888 von Max Winkelmann (1862–1935) als Handelsgeschäft mit Farben und Lacken in Hamburg gegründet wurde. Das Hauptgeschäftsfeld wurde ab 1893 die Produktion von Lacken und Farben. Zusätzlich zum damaligen Hauptsitz in Hamburg gründete Winkelmann 1903 eine Zweigstelle in Hiltrup, das heute ein Stadtteil des westfälischen Münster ist. 1904 wurde das noch heute stehende Wahrzeichen des Werkes, der Wasserturm, errichtet. Diese Zweigstelle wurde ab 1986 Hauptsitz und ist heute einer der wichtigsten Arbeitgeber in Münster.
1898 wurde der Unternehmensname (Firma) in „Glasurit“ geändert und durch ein Reichspatent geschützt. Der Name soll den glasurartigen harten Überzug der Lackfarbe beschreiben. 1908 wurde das Unternehmen in eine Aktiengesellschaft mit der Firma Glasurit-Werke Max Winkelmann AG mit 1,8 Millionen Goldmark Gründungskapital umgewandelt.
1924 etablierte der Gründer Max Winkelmann die Herstellung von Nitrocellulose-Lacken, welche in einer großen Farbvielfalt und als spritzfähige Lackfarbe daherkam. Die NC-Lacke erhielten den Markennamen „Glasso“. Nachdem bunte Lacke immer beliebter wurden, suchte Max Winkelmann nach einem Symbol für sein Unternehmen, welches die Farbvielfalt gut darstellen konnte. Man entschied sich 1925 für den Scharlachara mit seiner auffälligen Farbenpracht als Markenzeichen. Ende der 1920er Jahre war der Standort Hiltrup die größte Lackfabrik Europas.
Ab 1932 wurde mit der Produktion von Kunstharzlacken in der betriebseigenen Lack-Kocherei begonnen. Der Markenname: „Glassomax“.
Nach dem Zweiten Weltkrieg wurde Glasurit zum Hauptlieferanten für die deutsche Automobilindustrie.  Die Nachfahren Max Winkelmanns entschlossen sich 1965, das Unternehmen an die BASF für 250 Millionen Mark zu verkaufen. Weitere Zukäufe, wie 1967 die Dr. Beck & Co. AG, Spezialist für Isolierlacke und Isolationswerkstoffe für die Elektroindustrie, und 1968 die Herbol-Werke Herbig-Haarhaus AG stärkten das Unternehmen.
1969 wurde der brasilianische Hersteller für Bautenlacke (Survinil) zunächst zu 60 % erworben.
1972 erfolgte die Umbenennung in BASF Farben + Fasern AG". 1985 erfolgte eine weitere Expansion durch die Akquisition des Unternehmens Inmont. 1986 erfolgte eine weitere Umbenennung in BASF Lacke + Farben AG, ab 1997 BASF Coatings AG.
1998 wurde die Marke „Glasurit“ für Bautenanstriche an AkzoNobel lizenziert.
Das Portfolio wurde immer wieder durch kleinere Übernahmen ergänzt. So wurde zum 28. Juni 2002 das Autoreperaturlackgeschäft von Wattyl in Australien übernommen.
Das Autoreparaturlackgeschäft der BASF Coatings GmbH firmiert unter den Namen „Glasurit“.
Am 14. Dezember 2009 gab das Unternehmen den Wechsel der Rechtsform zur GmbH bekannt. Das Unternehmen firmiert seit dem 1. März 2010 unter BASF Coatings GmbH.
2016 erwarb die BASF Coatings die Firma Chemetall, einen weltweit führenden Anbieter angewandter Oberflächenbehandlungen.

## Unternehmensführung
Seit 1. Januar 2022 ist Uta Holzenkamp Vorsitzende der Geschäftsführung der BASF Coatings GmbH und Leiterin des Unternehmensbereichs Coatings der BASF, ihr Vorgänger war Dirk Bremm, der dieses Amt seit April 2017 innehatte. Geschäftsführer ist Markus Dinslacken (seit 1. September 2024).

## Wichtigste Mitbewerber
Die wichtigsten Mitbewerber der BASF Coatings sind Axalta Coating Systems (ehemals DuPont Performance Coatings), PPG Industries, AkzoNobel, Kansai Paint und Nippon Paint.